# 15005 Guerriero
15005 Guerriero (1997 XY10) là một tiểu hành tinh vành đai chính được M. Tombelli và U. Munari phát hiện vào ngày 7 tháng 12, năm 1997 tại Cima Ekar. Tên gọi này được F. Bevilacqua, C. Casacci và E. Vallerani đề xuất.